# Boulleville
Boulleville – miejscowość i gmina we Francji, w regionie Normandia, w departamencie Eure.
Według danych na rok 1990 gminę zamieszkiwały 533 osoby, a gęstość zaludnienia wynosiła 74 osoby/km² (wśród 1421 gmin Górnej Normandii Boulleville plasuje się na 431. miejscu pod względem liczby ludności, natomiast pod względem powierzchni na miejscu 522.).